# Scaptodesmus dentatus
Scaptodesmus dentatus är en mångfotingart som först beskrevs av Silvstri 1909.  Scaptodesmus dentatus ingår i släktet Scaptodesmus och familjen Chelodesmidae. Inga underarter finns listade i Catalogue of Life.